# Gare de Ham (Somme)
Pour les articles homonymes, voir Gare de Ham.
La gare de Ham (Somme) est une gare ferroviaire française de la ligne d'Amiens à Laon, située en limite du territoire de la commune de Muille-Villette, à 800 mètres au sud du centre-ville de Ham, dans le département de la Somme, en région Hauts-de-France.
Elle est mise en service en 1867 par la Compagnie des chemins de fer du Nord. C'est une gare de la Société nationale des chemins de fer français (SNCF), desservie par des trains TER Hauts-de-France.

## Situation ferroviaire

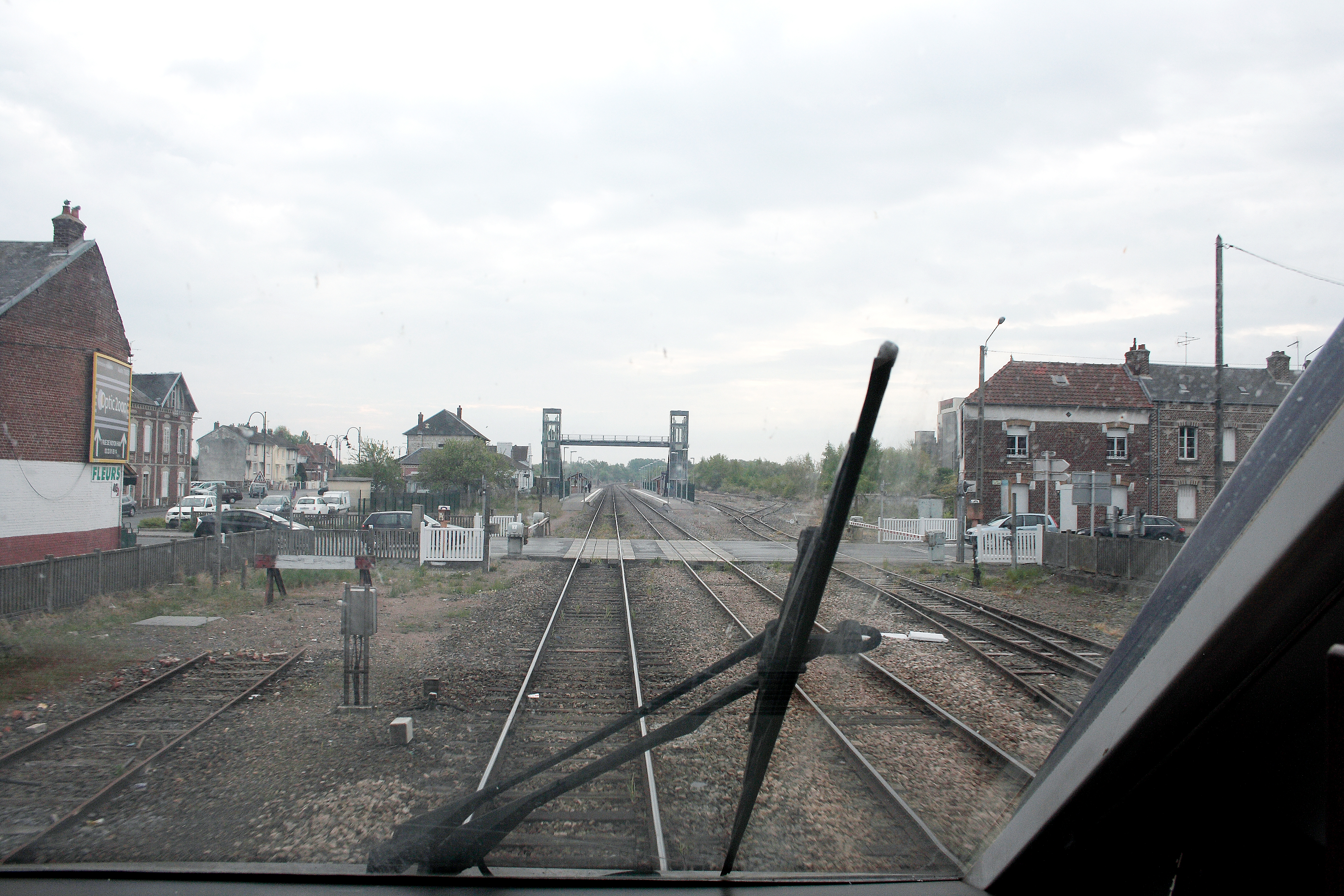
Aperçu de la gare, depuis un TER en provenance d'Amiens.

Établie à 65 mètres d'altitude, la gare de Ham (Somme) est située au point kilométrique (PK) 58,946 de la ligne d'Amiens à Laon, entre les gares ouvertes de Nesle (Somme), dont elle est séparée par la gare fermée de Hombleux, et de Flavy-le-Martel. C'était une gare de bifurcation avec la ligne de Saint-Quentin à Ham (fermée et déclassée).
Elle dépend de la région ferroviaire d'Amiens. Elle dispose de deux voies principales (V1 et V2) et deux quais d'une « longueur continue maximale » (longueur utile) : de 263 m pour le quai 1 et 271 m pour le quai 2.

## Histoire
La Compagnie des chemins de fer du Nord, concessionnaire depuis le 26 juin 1857 d'un chemin de fer d'Amiens à la ligne de Creil à Saint-Quentin, se voit préciser le tracé entre Amiens et Ham par le décret du 22 septembre 1861. Elle met en service la section d'Amiens à Tergnier via la gare de Ham, le 1er juillet 1867.

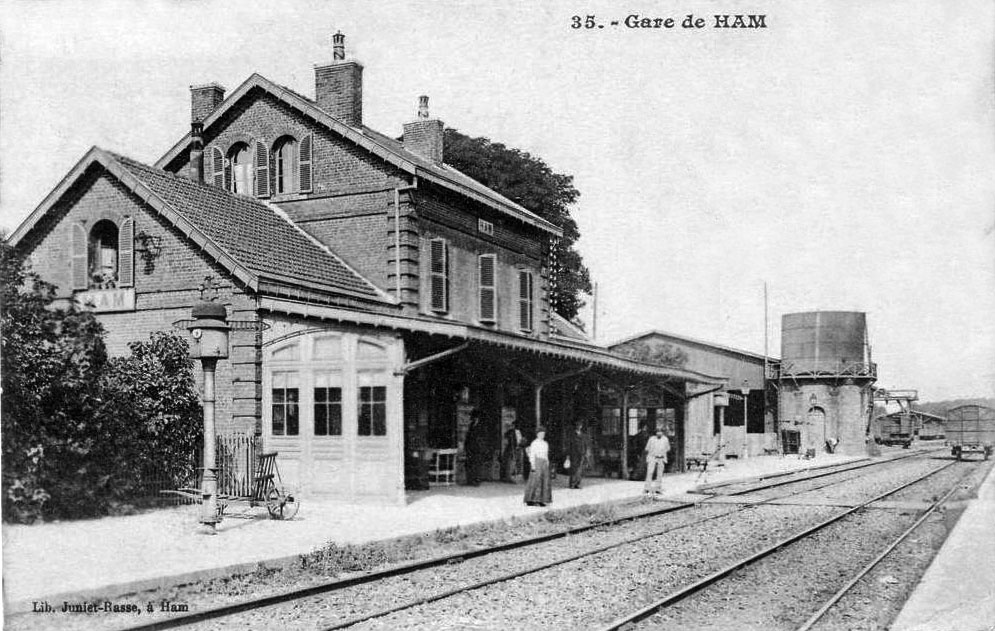
La gare, vers 1900.

La gare va ensuite prendre de l'importance, avec l'arrivée de lignes de chemin de fer secondaire à voie métrique qui permettent des correspondances et du trafic marchandises. La première est une ligne d'Albert à Ham via Péronne, mise en service en 1889 par la Société générale des chemins de fer économiques (SE). En 1912, la Compagnie des chemins de fer départementaux de l'Aisne (CDA) met en service les 21 km de sa ligne secondaire à voie unique et écartement standard, de Saint-Quentin à Ham. La même année une deuxième ligne à voie métrique rejoint Ham, lorsque la Compagnie des Chemins de fer de Milly à Formerie et de Noyon à Guiscard et à Lassigny (NGL) ouvre les 11 km de Guiscard à Ham.

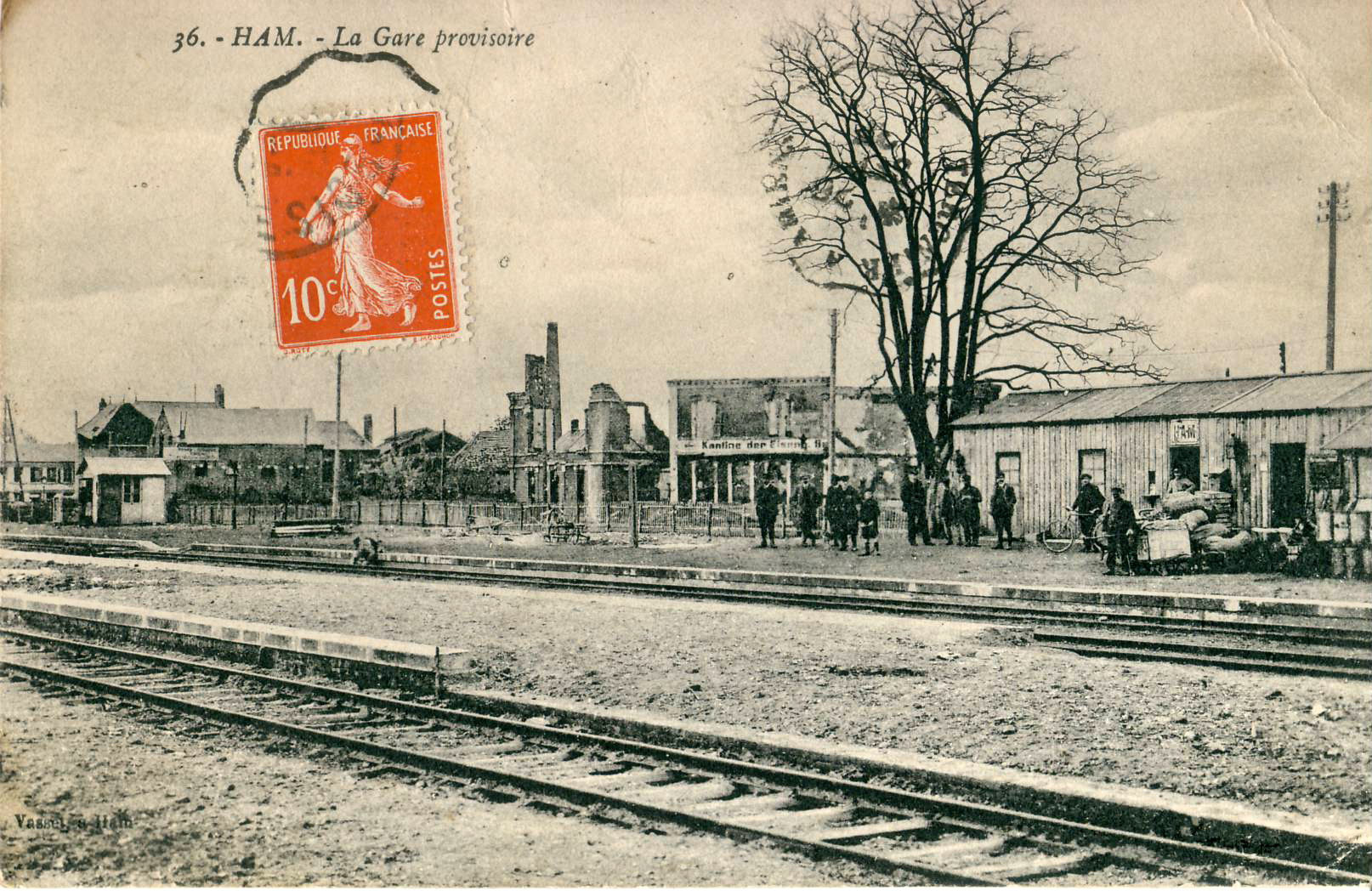
La gare provisoire, vers 1920.

Pendant la Première Guerre mondiale, la commune de Ham est dans la zone des combats de la Bataille de la Somme, elle subit de lourdes destructions, qui frappèrent également ses installations ferroviaires, notamment le bâtiment voyageurs qui est détruit. Après le conflit une gare provisoire est installée. Il faudra du temps pour que la municipalité et la compagnie trouvent un accord financier permettant sa reconstruction, le nouveau bâtiment voyageurs de la gare est ouvert en 1929.
La gare va redevenir une simple gare de passage au milieu du XXe siècle après la fermeture des lignes secondaires. En 1949, la ligne d'Albert à Ham est la première à être fermée, puis en 1955 ce sont la ligne de Guiscard à Ham et la ligne de Saint-Quentin à Ham. La Régie des transports de l'Aisne (RTA), qui a repris l'exploitation de cette dernière, ferme à tous trafics le tronçon de Ham à Villers-Aubigny le 14 février 1955.

## Service des voyageurs

### Accueil

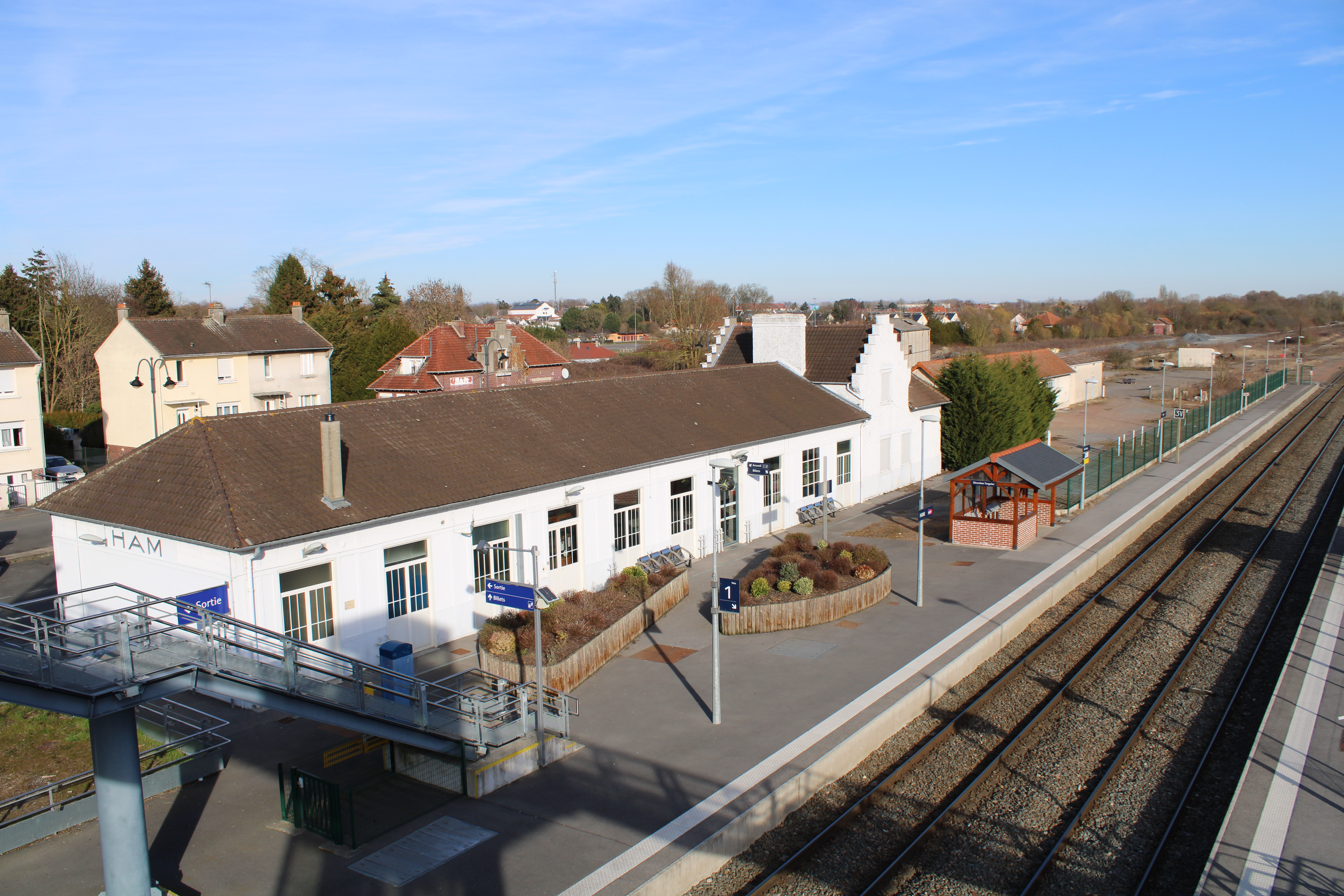
La gare, vue du côté des voies.

Gare de la SNCF, elle possède un bâtiment voyageurs, avec guichet, ouvert tous les jours.
Une passerelle équipée d'ascenseurs permet le passage d'un quai à l'autre.

### Desserte
Ham est desservie par des trains régionaux du réseau TER Hauts-de-France, qui effectuent des missions entre les gares : d'Amiens et de Saint-Quentin (ligne K20) ; d'Amiens et de Tergnier, ou de Laon (ligne P20). En été, s'ajoute une liaison entre Calais-Ville et Laon (ligne S05).

### Intermodalité
Un parking est aménagé. La gare est desservie par la ligne 677 du réseau interurbain de l'Oise.